# موتور ادوري (صوغان)
موتور ادوري (بالإنجليزية: Mowtowr-e Aduri)‏ هي منطقة سكنية تقع في إيران في قسم صوغان الريفي.